# Ginger Costa-Jackson
Ginger Costa-Jackson (nacida Ginger Emilia Jackson; Palermo, 10 de septiembre de 1986) es una mezzosoprano de ópera italoestadounidense que actúa a menudo con la Metropolitan Opera desde que ingresó a su Programa de Desarrollo de Artistas Jóvenes Lindemann en 2007. Las transmisiones globales de The Met: Live in HD la presentan con frecuencia, al igual que otros teatros y salas de conciertos importantes en todo el mundo. Costa-Jackson ha actuado en su italiano nativo, así como en inglés, francés y español; habla estos idiomas con fluidez, además de un alemán limitado. Si bien su papel característico es Carmen, Costa-Jackson también interpreta papeles cómicos, como en su Marchesa di Poggio (adaptación del Festival Glimmerglass de 2013 de Un giorno di regno de Verdi), y también su Celia de 2009 en Iolanthe de Gilbert y Sullivan con la Sinfónica de San Francisco.

## Primeros años y educación
Ginger Costa-Jackson nació en Palermo, Italia, de padre estadounidense, Walt Jackson, y madre italiana, Emilia Costa. Tras trasladarse a Las Vegas, Nevada, la pareja tuvo dos hijas más (también cantantes de ópera): Marina y Miriam. El italiano era la lengua materna de los niños. Luego, la familia se mudó a Salt Lake City, Utah.
La música fue una parte constante de la vida familiar temprana de Costa-Jackson. Su abuela materna, Lucia Frontini Costa, enseñó a los niños canciones de cuna y melodías folclóricas italianas. Emilia, al igual que su madre antes que ella, tenía una voz fuerte para cantar, aunque ninguna de las dos cantaba profesionalmente. De joven, Emilia recibió formación de piano en el Conservatorio de Palermo y algunas lecciones privadas de canto. Walt cantó en grupos de la escuela secundaria y la universidad, incluido el cuarteto de barberos de la Universidad Brigham Young. Cada uno de los niños tomó instrumentos orquestales como parte de su educación en la escuela pública. Costa-Jackson eligió el violín y finalmente se convirtió en la primera violinista de la orquesta de su escuela.
Miriam fue la primera de los hijos de Jackson en estudiar voz. Su interés surgió al escuchar los CD de ópera de la familia, especialmente Los Tres Tenores. Los intereses de Costa-Jackson eran más académicos. Tenía un historial perfecto de notas altas en la escuela y pensó en convertirse en profesora de literatura inglesa. Cuando Costa-Jackson escuchó que su hermana cantaba después de comenzar las lecciones, Costa-Jackson decidió estudiar canto también. Sin embargo, a Costa-Jackson se le quebró la voz durante las lecciones. Esto no la disuadió de tomar la decisión de estudiar canto.
En 2003, la familia llevó a las tres hijas a Palermo, donde Costa-Jackson y su hermana menor estudiaron en privado con Maria Argento Rancatore. La maestra insistió en que Costa-Jackson consultara a un médico para asegurarse de que su problema vocal no fuera una condición médica. Recibió un claro certificado de salud y las lecciones comenzaron en serio. Luego, Costa-Jackson audicionó para un lugar en el Conservatorio Vincenzo Bellini y logró ingresar allí. Cuando la familia regresó a Utah después de cinco meses, Costa-Jackson y Miriam fueron invitados a una audición para el Festival de Ópera de Utah. El director general Michael Ballam los contrató para cantar durante la temporada 2004 y se convirtieron en los cantantes de ópera más jóvenes contratados por la compañía (17 y 15 años respectivamente).
A los 17 años, Costa-Jackson dejó la escuela pública y se fue a Italia a vivir con su tía y continuar sus estudios vocales privados. Costa-Jackson completó su educación secundaria mediante cursos por correspondencia. A los 18 años asistió un semestre a la Universidad Brigham Young, pero descubrió que le convenía más concentrarse en la música que seguir una educación en artes liberales. Por tanto, regresó a Italia. A los 19 años inició una gira por concursos de canto italiano. Obtuvo el primer lugar en su primer concurso: el Concurso Internacional del Festival Leoncavallo 2006 en Montalto Uffugo. Posteriormente, como finalista del Concurso Lírico Internacional Ottavio Ziino (Concorso Lirico Internazionale "Ottavio Ziino"), Costa-Jackson conoció a Lenore Rosenberg, que era juez en esa ocasión y directora del Programa de Desarrollo de Artistas Jóvenes Lindemann en la Ópera Metropolitana. Rosenberg invitó a Costa-Jackson a una audición para James Levine, lo que resultó en que Costa-Jackson se convirtiera en Artista Joven del Met en 2007.

## Carrera

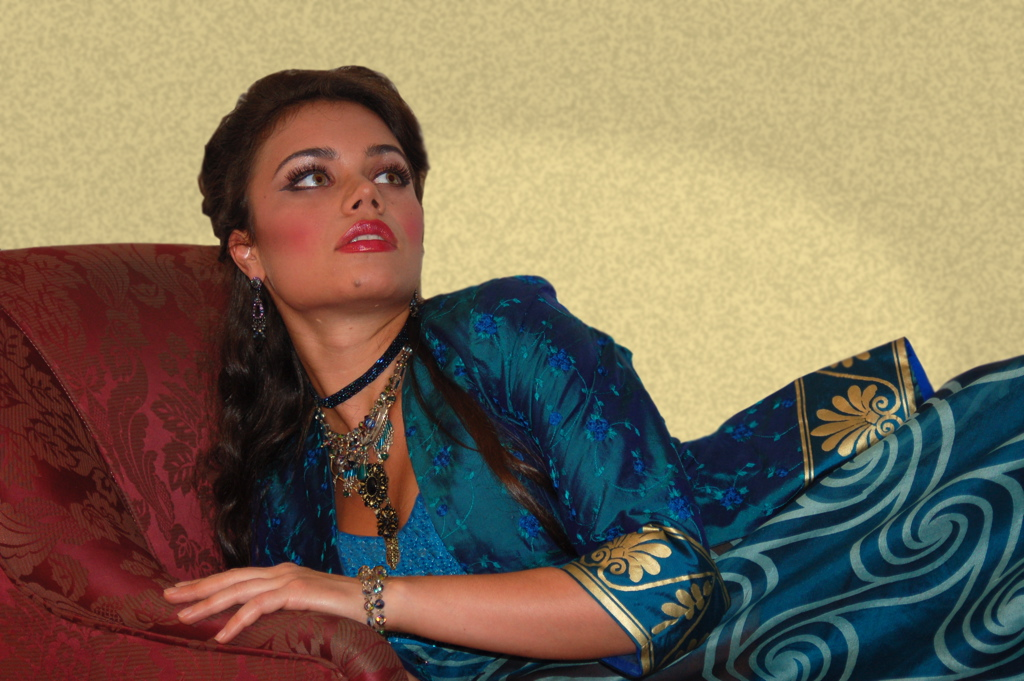
Ginger Costa-Jackson en su debut en Metropolitan Opera en 2008 como Myrtale en Thaïs.

El salto en 2007 de estudiante privado al Programa de Desarrollo de Jóvenes Artistas de Lindemann fue el punto crucial en la carrera de Costa-Jackson. La joven cantante no tenía título universitario ni había participado en las Audiciones del Consejo Nacional de Metropolitan Opera. Ser una artista joven le dio acceso a los considerables recursos del Met, a profesores y entrenadores de talla mundial y a experiencias en el escenario.
Costa-Jackson hizo su primera aparición con la Metropolitan Opera en su gala inaugural de 2008 como Rosette en Manon de Massenet. Su debut como cantante se produjo ese mismo año en una nueva producción de Thaïs de Massenet, protagonizada por Renée Fleming y Thomas Hampson. Costa-Jackson era Myrtale.

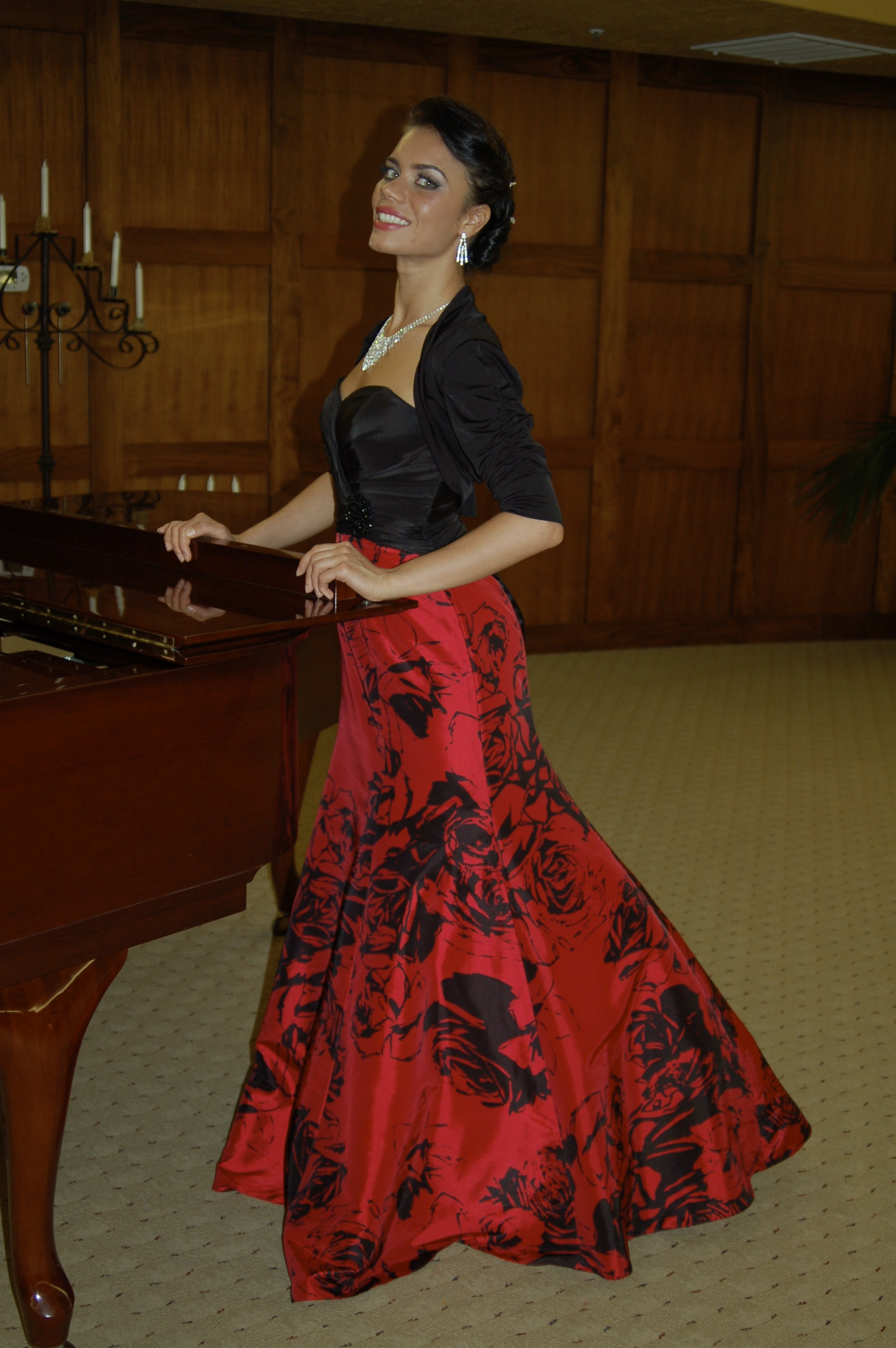
Costa-Jackson en un concierto benéfico en St. George, Utah en 2012.

De 2008 a 2013, Costa-Jackson tuvo 15 contratos con la Metropolitan Opera. El gerente general, Peter Gelb, explicó cómo a los artistas jóvenes del Met generalmente se les asignan pequeños roles en la compañía. La compañía desarrolla artistas jóvenes, a menudo dándoles tareas de cobertura antes de lanzarlos a roles principales. Este patrón es evidente en la colocación de Costa-Jackson en papeles de portada cada vez más exigentes desde que se graduó del Programa de Desarrollo de Artistas Jóvenes Lindemann en 2010. Sus papeles de portada de 2012 y 2013 incluyeron a Cherubino (Las bodas de Fígaro), Meg Page (Falstaff) y Dorabella (Così fan tutte). Su debut en el papel principal de Carmen se produjo en 2011 con Glimmerglass Opera, cuando Francesca Zambello eligió a Costa-Jackson como la tentadora gitana. Los conflictos de programación obligaron a Costa-Jackson a rechazar ofertas para cantar Carmen con la Ópera de Hong Kong y la Ópera Hamilton en Canadá. El Met la liberó de un contrato para cantar Bersi en Andrea Chénier, para que Costa-Jackson pudiera cantar Carmen con la Ópera de Virginia en 2014. Carmen se convirtió en su papel característico y lo ha interpretado en todo el mundo. Para marzo de 2019 lo había presentado trece veces, en lugares que van desde Seattle y San Diego hasta Ciudad de México y Tokio.
En 2012, Costa-Jackson debutó con la Ópera de San Francisco en el papel de Nancy T'ang (Nixon en China), un papel que había cantado anteriormente bajo la batuta del compositor John Adams en el Met. El primer papel profesional de Costa-Jackson en Europa fue Lola (Cavalleria rusticana de Mascagni) con el Gran Teatro del Liceo en 2011. Fue «Gato» en el estreno estadounidense de 2010 de El gato con botas de Montsalvage, producida por la Gotham Chamber Opera. Costa-Jackson cantó Wowkle en la producción del centenario de la Metropolitan Opera de 2010 de La fanciulla del West de Puccini.

## Vida personal
Costa-Jackson se casó con Spencer Burk el 31 de agosto de 2013. La pareja vive en Sarasota, Florida.

## Filmografía
- Massenet: Manon en la gala de la noche inaugural de 2008 del Metropolitan Opera, Decca... Rosetón
- Massenet: Thaïs Decca... Myrtale
- Puccini: La fanciulla del West Decca... wowkle
- Adams: Nixon en China Nonesuch... Nancy T'sang

## Reconocimientos
- Concurso Lotte Lenya,[30][31] Fundación Kurt Weill, Nueva York, 2009, 2013
- Concurso vocal nacional de la Sociedad Loren L. Zachary para jóvenes cantantes de ópera,[32] Los Ángeles, 2009
- Concurso Vocal Internacional Gerda Lissner,[33] Nueva York, 2009
- Concurso vocal Opera Index,[34] Nueva York, 2008
- Concurso vocal internacional de la Fundación Licia Albanese-Puccini,[35] Nueva York, 2008
- Beca de la Academia del Festival de Verbier,[36] Suiza, 2008
- Sociedad Cultural Italiana de Washington, D. C.,[37] Premio al Artista Ruggiero Morigi, 2004, 2005, 2008
- Beca Festival d'Aix-en-Provence,[33] Francia, 2007
- Concurso Internacional Voci Nuove della Lirica GB Velluti,[33] Mira-Venecia, Italia, 2006
- Festival Leoncavallo,[12] Montalto Uffugo, Italia, 2006